# 山狗 (電影)
《山狗》是1980年香港新浪潮電影由余允抗所執導的經典之作。本片由陳星、艾迪、莊靜而、鍾保羅等主演。電影揉合了如「殘酷食人族」的蠻荒，以及《殺人不分左右》的屠殺元素，再參考了《激流四勇士》的故事，泡製出這部血腥暴力片。
製片人泰迪羅賓在個人傳記《羅賓‧看》表示該片是由真人真事改編。

## 演員
- 反派演員：鄭則仕、王青等山狗五人組，是香港鄉郊的野人，流氓行為極冷血，好殺生秥血及女色。
- 女主角：莊靜而 飾 天真、青春可人的書院女，受到哥哥艾迪及父親的疼愛，是家中的小公主。
- 正派演員：
  - 艾迪 飾 莊之哥哥，性格衝動，因為妹報仇，而枉死。
  - 陳星 飾 莊之父親，性格深沉、愛在家中打籃球及健身。

| 角色名稱 | 演員   | 簡述                                                                                      |
| -------- | ------ | ----------------------------------------------------------------------------------------- |
| 阿玲     | 莊靜而 | 女主角，初次隨哥哥到狗牙山露營，於溪澗慘遭山狗輪姦而精神失常。                            |
| 阿華     | 艾迪   | 女主角的哥哥，為妹報仇而被山狗推入捕獸陷阱遭竹枝插死。                                    |
| LOUIS    | 鍾保羅 | 阿華的好友，對女主角產生好感。                                                            |
| KEN      | 高俊文 | 阿華的朋友，為人沒責任感，為與女友親熱而獨留阿玲一人在溪旁洗碗。                          |
| PAULINE  | 黄小玲 | KEN的親密女友，與阿玲投契。                                                               |
| 陳星     | 陳星   | 阿玲和阿華的父親，是個木匠，孔武有力。子女遇害後，為子女報仇後自首。                      |
| 荷蘭佬   | 王青   | 山狗五人組之首，孔武有力、心狠手辣，但不諳泳術。 最後被陳星拉進湖中，遭病甩毛營救時勒死。 |
| 病甩毛   | 鄭則仕 | 荷蘭佬的表弟，性格戇直，是山狗五人組中唯一善良的人，但最後自殺身亡。                      |
| 高佬     | 鄺佐輝 | 山狗五人組之一，愛女色。遭陳星埋伏，被血滴子插死。                                        |
| 矮腳虎   | 郭文波 | 山狗五人組之一，急色，愛嗅歡場女子的屁股。在野外嗅女生內褲時遭陳星伏殺。                  |
| 蛇佬     | 關鑑銘 | 山狗五人組之一，養大量蛇，愛生吞蛇膽，不喜說話。在大本營中被陳星所殺。                    |
| 奇奇     | 猴子   | 病甩毛的寵物。                                                                            |
| 木嘴輝   | 惡狗   | 病甩毛的寵物，吃腐屍。                                                                    |
| 扮嘢秋   | 惡狗   | 病甩毛的寵物，吃腐屍。                                                                    |

## 劇情
兩位長相還可以的青春少女與同學結伴到狗牙山郊外露營，沒想到遇上流氓五人組，一名女生被輪姦。之後，法律無法制裁此批流氓，而女生哥哥為報仇而枉死，其父在悲痛極點之下，迫得以暴易暴，殘殺山狗。
此電影可分為三段，前段青春可人的年青男女郊遊耍樂、BBQ，風景美妙、養眼。中段犯罪行為極冷血恐怖。尾段復仇過程，大快人心！不過，電影首輪上影之時，曾經受到社會道德人士的狂烈批評。相比現代的暴力三級片，是經典的代表作。

## 女主角
莊靜而當年是一位偶像派青春美人兒，經過參演電影山狗之後，也被認定為演技派。在此電影中，她是個乖乖女，一心跟哥哥及朋友去露營，天真可人。莊靜而在《山狗》中的演出，被譽為“銀幕僅此一次的暴露”。在此電影之中，莊靜而有兩場關鍵演出:
- 第一場: 她到山澗取水，打算BBQ、煲糖水，不幸跣腳，慘變出水芙蓉，在極度受惊之下，給當地流氓看見起色念。
- 第二場: 她遇輪姦慘劇之后，在病房刷牙，長鏡頭記錄她的內心戲，唧牙膏，牙刷放進口中，來回來回來回，刷出牙血來。更用牙刷刷馬桶，再放回口中。最後紅泡流出口外，眼泛淚光。此一場，令觀眾心痛，因而認可此電影未段，其父親對山狗們大開殺戒，暴力血腥合理化。戲院內全場鼓掌。

## 相關
- 山狗：自然界的動物之一，野性難馴。
- 《山狗1999》：1990年代香港電影，演員有黃秋生，也是故事片。
- 捕獸器

## 外部參考
- 港產片《山狗(1980)》基本資料
- 港產片《山狗(1980)》[永久] 1980年11月29日首映。
- 豆瓣电影上《山狗》的資料 （简体中文）
- 时光网上《山狗》的資料（简体中文）
- AllMovie上《山狗》的资料（英文）
- 香港影庫上《山狗》的資料（繁體中文）
- 互联网电影数据库（IMDb）上《山狗》的资料（英文）